# Martin Wierup
Per Jonas Fredrik Martin Wierup, född den 8 oktober 1943 i Ignaberga församling, Kristianstads län, är en svensk veterinär.
Wierup avlade veterinärexamen 1969, medicine kandidatexamen 1971 och veterinärmedicine doktorsexamen 1977. Han blev docent i bakteriologi sistnämnda år och var visiting assistant professor vid University of Illinois i Förenta staterna 1978. Wierup var verksam vid institutet för bakteriologi och epizootologi vid Veterinärhögskolan 1972–1979, laborator vid epizootologiska enheten vid Statens veterinärmedicinska anstalt 1980–1983, statsepizootolog och professor där 1983–1990 och veterinärråd vid Statens livsmedelsverk 1990–1992. Han blev chef för Svenska Djurhälsovården,  Slakteriförbundet och Swedish Meats 1992. Wierup invaldes som ledamot av Skogs- och lantbruksakademien 1998.